# Вовк Олександр Іванович
Олександр Іванович Вовк (22 листопада 1922, Київ — 21 квітня 2004, Київ) — український живописець і графік; член Національної спілки художників України з 1950 року. Заслужений художник України з 1985 року. Чоловік художниці Надії Сиротенко, батько художника Сергія Вовка. 

## Біографія
Народився 22 листопада 1922 року у місті Києві в родині столяра-червонодеревника. Малював з дитинства. У 1936 році його акварель «Дніпро» була представлена на всесвітній виставці дитячого малюнка в Нью-Йорку. 1937 року склав іспити і вступив до Київської середньої художньої школи, проте, через те, що його батьків було репресовано, не провчившись жодного дня, потрапив до спецбудинку для дітей ворогів народу у місті Сталіно. 1939 року одержав ІІ премію на Республіканському конкурсі дитячого малюнка, присвяченому Тарасові Шевченку.
З початком німецько-радянської війни пройшов курс піхотного училища. На посаді командира піхотного взводу брав участь у Орловсько-Курській битві, був тяжко поранений, лікувався у шпиталі.
Протягом 1944—1950 років навчався у Київському художньому училищі, де його викладачами були зокрема Олексій Шовкуненко, Тетяна Яблонська, Олександр Сиротенко, Олександр Фомін, Михайло Іванов. Дипломна робота — «Люди колгоспних ланів», була особливо відзначена на Всесоюзній художній виставці й у складі пересувної виставки експонувалася у багатьох країнах світу.
Жив у Києві, в будинку на бульварі Марії Приймаченко, № 2, квартира 56, потім в будинку на вулиці Пушкінській, № 9, квартира 28. Помер в Києві 21 квітня 2004 року. Похований в Києві на Байковому кладовищі.

## Творчість
Працював в галузі станкового живопису (тематична картина, портрет, пейзаж) та книжкової графіки. Твори виконані в реалістстчній манері, окремі позначено рисами ліризму. Серед робіт:
- «Автопортрет» (1945);
- «Люди колгоспних ланів» (1951);
- «Молодіжна бригада» (1952, у співавторстві з Василем Кондратюком);
- «Молодь Каховки» (1957);
- «Тарасова наука» (1961, у співавторстві з Василем Кондратюком; Національний музей Тараса Шевченка);
- «Баба Марта з Григорівки» (1962);
- «Тарас Шевченко у рідному краї» (1964);
- «Ми повернулися!» (1965);
- «Володимир Ленін у Кремлі» (1967);
- «На Полтавщині. Леся Українка» (1971);
- «Нагорода за відвагу» (1974);
- «1941 рік» (1975);
- «Невгасимий вогонь пам'яті» (1977);
- «Парковий міст» (1980);
- «Спогади (Гвардії підполковник І. Г. Юрченко)» (1983);
- «Перемогу завойовано!» (1985);
- «Скеля Шаляпіна» (1985);
- «Художниця Надія Сиротенко» (1988);
- «Літо» (1995);
- «Музика» (2002).

Брав участь у республіканських виставках з 1949 року.
Окремі роботи зберігаються у Одеському, Донецькому, Полтавському художніх музеях, Музеї історії Корсунь-Шевченківської битви в Корсуні-Шевченківському, Національному художньому музеї України, Національному музеї "Київська картинна галерея", Музеї історії Києва.

## Відзнаки
Нагороджений:
- радянськими орденами: двома Червоної Зірки (24 липня 1943; 6 листопада 1945)[3], Вітчизняної війни І ступеня (6 листопада 1985);
- почесні грамоти Президії Верховної Ради УРСР (1964, 1982)[2];
- українським орденом Богдана Хмельницького ІІІ ступеня (2003).

Заслужений художник УРСР з 1985 року.